# César Rendueles
César Rendueles, né à Gérone en 1975, est un sociologue et essayiste espagnol.

## Biographie
Né à Gérone, élevé à Gijón, il habite Madrid. Docteur en philosophie, il fut professeur associé à l'université Carlos III et professeur invité à l'Université nationale de Colombie et enseigne en 2014 le sociologie à l'Université Complutense de Madrid. Il fut membre fondateur du collectif d'intervention culturel Ladinamo (es), qui édite une revue du même nom. Il dirigea des projets culturels durant huit ans (2003-2012) dans le Círculo de Bellas Artes. Il écrit habituellement sur l'épistémologie, la philosophie politique et des critiques culturelles dans des revues spécialisées.
Il publia des recueils d'ouvrages de Karl Marx : une anthologie du capital et une sélection de textes sur le matérialisme historique. Il édita aussi des essais classiques d'auteurs comme Walter Benjamin, Karl Polanyi ou Jeremy Bentham et travailla comme traducteur. En 2011, il fut commissaire de l'exposition Walter Benjamin. Constelaciones.
Son essai Sociofobia : El cambio político en la era de la utopía digital (2013) eu un grand retentissement et fut sélectionné comme un des dix livres de l'année par le quotidien El País. L'auteur y questionne, entre autres choses, l'importance des réseaux sociaux et d'Internet dans l'action politique; de fait, son effet est diluant et il génère une réalité sociale diminuée, pas augmentée, rabaissant les attentes sur ce que l'on peut en attendre sur l'intervention politique ou sur les relations personnelles. Il questionne, en premier lieu, le consensus idéologique sur ce que les technologies de l'information peuvent induire en dynamiques sociales positives. En second lieu, il fait une analyse de la société capitaliste comme un système destructeur des relations communautaires et il situe les citoyens isolés au centre de la revendication politique. Des concepts comme le cyberfétichisme ou le mirage numérique dérivent de cette manière de penser.

## Publications
- Collectif , préface de Heinrich Geiselberger (trad. de l'allemand par Frédéric Joly (anglais et allemand) et Jean-Marie Saint-Lu (espagnol)), L'Âge de la régression, Paris, éditions premier parallèle, 13 avril 2017, 316 p. (ISBN 979-10-94841-48-8)